# Metsibotlhoko
Metsibotlhoko is een dorp in het district Kweneng in Botswana. De plaats telt 403 inwoners (2011).